# Agnes Millonig
Agnes Millonig (* 3. Jänner 1884 in Eisenerz, Steiermark; † Februar 1962) war eine österreichische Lehrerin in Kärnten und Heimatdichterin. Sie hat die vierte Strophe des Kärntner Heimatliedes gedichtet.

## Leben
Die Mutter von Agnes Millonig, Josefa Millonig, geborene Leutsberger, stammte aus Arriach. Ihr Vater Georg Millonig, war ein Bergknappe aus Matschiedl im unteren Gailtal. Sie arbeitete in der Zeit zwischen den beiden Weltkriegen als Lehrerin vor allem an der Volksschule in Neumarkt in Steiermark und war sehr angesehen, da sie sich auch für Hilfsbedürftige einsetzte. So hat sie für Kinder aus sozial schwachen Familien der Schule eine „Suppenanstalt“ gegründet.
Agnes Millonig betätigte sich auch als Heimatdichterin. In ihren Gedichten zeigt sie teilweise recht offen Sympathien für den Nationalsozialismus. 1933 trat sie der NS-Frauenschaft und zum 31. März desselben Jahres der NSDAP bei (Mitgliedsnummer 1.532.914), wofür sie nach dem Zweiten Weltkrieg kritisiert wurde. Sie verfasste zudem 1938 ein Gedicht Das heilige Ja, in dem sie dazu aufforderte, bei der „Volksabstimmung“ zum Anschluss Österreichs an das Deutsche Reich diesen nachträglich zu legitimieren.
Sie führte ein einfaches, finanziell schwieriges Leben. Sie hatte für sich und ihre Tochter ein Haus bauen lassen. Diese Tochter starb früh und hinterließ einen Sohn, der bei seinem Vater und seiner Stiefmutter aufwuchs. Die letzte Rate für die Wüstenrot Bausparkasse zahlte Millonig als bereits Siebzigjährige. Als sie 1962 starb, waren nur wenige Mittel vorhanden und ihr Enkel musste das Haus verkaufen. Agnes Millonig ist in Neumarkt begraben.
Über die Grenzen ihres Wohnortes wurde sie vor allem deshalb bekannt, weil sie 1930 den von der Kärntner Landsmannschaft ausgeschriebenen Wettbewerb zu einer vierten Strophe des Kärntner Heimatliedes gewann:
Wo Mannesmut und Frauentreu’

die Heimat sich erstritt auf’s neu’,

wo man mit Blut die Grenze schrieb 

und frei in Not und Tod verblieb;

hell jubelnd klingt’s zur Bergeswand:

Das ist mein herrlich Heimatland.
Diese vierte Strophe bezieht sich inhaltlich auf den nach dem Ersten Weltkrieg erfolgten Kärntner Abwehrkampf, der in der Volksabstimmung 1920 in Kärnten gipfelte. Damals entschied sich die überwiegende Mehrheit für den Verbleib bei Kärnten und damit bei Österreich.
Am 20. September 2007 wurde an der alten Volksschule in Neumarkt, die zu dieser Zeit schon jahrelang Heimatmuseum war, eine Gedenktafel für Agnes Millonig enthüllt, die von der Kärntner Landsmannschaft angeregt worden ist. Am Festakt der Gedenktafel-Enthüllung nahmen der Landeshauptmann von Kärnten, Jörg Haider, der Bürgermeister von Neumarkt, Reinhardt Racz, und der Obmann der Kärntner Landsmannschaft, Heimo Schinnerl, teil.